# 終南浄寿
終南 浄寿（しゅうなん じょうじゅ、 宝永7年（1710年） – 明和4年 8月22日（1767年））は、江戸時代中期の黄檗宗の僧侶で書家・篆刻家である。
俗称は小島氏。法諱は浄寿、字を天年、終南は法号で、他に介石と号した。 伊勢松阪の人。

## 略伝
小島息安の次男として生まれる。伊藤華岡の実弟で、この兄より書法を受けた。わずか9歳にて山代甘南備寺で得度し、享保14年（1729年）に南嶺元勲の法嗣となる。のちに洛北神光院や萬福寺聖林院の住持となる。悟心元明とは親友でともに江戸に遊学し、詩文に通じ書名を馳せた。洛東岡崎では介石庵を結び大典顕常・大潮元皓・木村蒹葭堂・高芙蓉ら文人と交わった。
享年57。萬福寺万松崗に墓所がある。
印譜『巽斎捐因』や『終南悟心印譜』にその刻印が掲載されている。